# Constance Wilson-Samuel
Pour les articles homonymes, voir Wilson et Samuel (homonymie).
Constance Wilson-Samuel (née le 7 janvier 1908, décédée le 28 février 1953)  était une patineuse artistique canadienne. Multiple championne canadienne et nord-américaine en simple, elle a presque autant de titres canadien et nord-américain en couple.

## Biographie

### Carrière sportive
En 1932, elle a gagné la médaille de bronze en simple aux championnats du monde. Aux Jeux olympiques de 1932, elle a terminé quatrième en simple et cinquième en couple avec son frère Montgomery Wilson. Elle dut déclarer forfait pour les Jeux olympiques de 1936.
Constance Wilson-Samuel a été admise au Temple de la renommée de Patinage Canada en 1990.

## Palmarès
| Compétitions en individuelle    | 1923 | 1924 | 1925 | 1926 | 1927 | 1928 | 1929 | 1930 | 1931 | 1932 | 1933 | 1934 | 1935 | 1936 |
| Jeux olympiques d'hiver         |      |      |      |      |      | 6e   |      |      |      | 4e   |      |      |      | F    |
| Championnats du monde           |      |      |      |      |      | 4e   |      | 4e   |      | 3e   |      |      |      |      |
| Championnats d'Amérique du Nord |      |      |      |      | 2e   |      | 1re  |      | 1re  |      | 1re  |      | 1re  |      |
| Championnats du Canada          | 3e   | 1re  | 2e   | 2e   | 1re  | F    | 1re  | 1re  | 1re  | 1re  | 1re  | 1re  | 1re  | F    |
|                                 |      |      |      |      |      |      |      |      |      |      |      |      |      |      |
| Compétitions en couple          | 1923 | 1924 | 1925 | 1926 | 1927 | 1928 | 1929 | 1930 | 1931 | 1932 | 1933 | 1934 | 1935 | 1936 |
| Jeux olympiques d'hiver         |      |      |      |      |      |      |      |      |      | 5e   |      |      |      |      |
| Championnats du monde           |      |      |      |      |      |      |      | 4e   |      | 6e   |      |      |      |      |
| Championnats d'Amérique du Nord |      |      |      |      | 3e   |      | 1re  |      | 1re  |      | 1re  |      | 2e   |      |
| Championnats du Canada          |      |      |      | 1re  | 2e   | F    | 1re  | 1re  | 2e   | 1re  | 1re  | 1re  | 3e   |      |
| Légende : F = Forfait           |      |      |      |      |      |      |      |      |      |      |      |      |      |      |

Constance Wilson patine en couple d'abord avec Errol Morson (1926), puis avec Montgomery Wilson (1927-1935)